# إذاعة دولة الكويت
إذاعة دولة الكويت تأسست في 14 فبراير 1951 عندما استغنت إدارة الداخلية والدفاع عن جهاز لاسلكي بقوة 1/2 كيلوات وكان العامل على جهاز الاتصال اللاسلكي في الجيش مبارك الميال. فقال له المهندس الهندي وهو يستبدل جهاز الـ1/2 كيلوات بجهاز قوته الف كيلوات، فقال لمبارك الميّال يمكن أن يكون للجهاز القديم فائدة لعمل اذاعة تغطي محيط الكويت العاصمة وما حولها فذهب مبارك إلى مسؤول في الأمن العام وشرح له عن الجهاز وعرض عليه إنشاء اذاعة محلية بواسطة الجهاز القديم، وسوف يقوم المهندس الهندي بتركيب الجهاز في مبنى الأمن العام، مع الاستعانة بوكيل الأجهزة اللاسلكية يوسف شرين وشراء المستلزمات من قطع الغيار اللازمة.	
كان أول بث رسمي لإذاعة الكويت في السابعة من مساء يوم 12 مايو 1951، وكانت بداية الانطلاق من إحدى غرف الأمن العام في قصر نايف، وأول أغنية سمعها الجمهور هي للفنان محمود الكويتي. وكان أول بث للأخبار في شهر يونيو من عام 1960، استمر تطور الإذاعة الكويتية فبلغت ذروة تطورها في الثمانينات من القرن العشرين، حيث تم الانتقال إلى مجمع الإعلام، وتم استحداث الأجهزة الفنية والإدارية واكتسب العاملون خبرة أوسع، وأعدت دورات تدريبية وتثقيفية للعاملين بالإذاعة وبخاصة في مجال المذيعين والمخرجين، وفي هذه الفترة امتدت المساحة الجغرافية التي تغطيها الإذاعة لتشمل معظم أنحاء العالم شرقًا وغربًا، وأصبح يصل إرسالها إلى أستراليا ونيوزيلندا وشمال وجنوب أميركا إضافة إلى الوطن العربي والشرق الأقصى وشرق وجنوب شرق آسيا، وبعدة لغات منها الأوردو، الفارسية والإنجليزية. وكان للإذاعة الكويتية دور مهم وحيوي ومؤثر في توجيه الرأي العام الكويتي وبث روح الحماسة والوطنية في نفوس الكويتيين أثناء افتعال حاكم العراق عبد الكريم قاسم أزمته مع الكويت بعد الاستقلال، وأيضًا أثناء الغزو العراقي للكويت سنة 1990، حيث انطلق صوت الكويت من الإذاعة السرية، ثم المرحلة الثانية من منطقة الخفجي في السعودية، إضافة إلى إذاعة الكويت من القاهرة.
والإذاعات العاملة في الكويت الآن غالبها تتبع الإذاعة الرسمية عدى محطة واحدة هي مارينا إف إم، وقبل ذلك كانتا محطتنان تتبعان ذات الشركة المشغله، إلا أن الشركة قررت الاكتفاء بمحطة واحدة ولذلك تم الإغلاق وإلغاء الترخيص.

## أجهزة الراديو
كان جهاز الراديو من شركة مراد يوسف بهبهاني أولى الشركات التي اضطلعت ببيعه، وتسجل لنا الوثائق أن الشيخ أحمد الجابر الصباح أمير دولة الكويت قام بافتتاح الفرع الثاني لهذه الشركة وقام بقص شريط الافتتاح، وهو أول من أشترى جهاز راديو من المعرض بعد الافتتاح مباشرة، وكان سعره عشرة روبيات، ولم يكن هذا الجهاز هو الأول الذي يدخل الكويت، حيث تشير الوثائق إلى أن الشيخ أحمد الجابر الصباح هو أول من أدخل جهاز الراديو إلى الكويت عام 1934م، أي في نفس العام الذي أحضر فيه الميجر هلمز أول جهاز راديو حين كان ممثلاً لحكومة الكويت لدى شركتي النفط (جولف اويل Gulf Oil وبريتش بتروليوم BP).
أما أول وكيل لأجهزة راديو فيليبس Philips فهو محمد رفيع حسين معرفي عام 1935م، قبل أن يحصل كل من عبد الرحمن محمد البحر وعبد الرسول فرج على والوكالة الثانية والثالثة لهذه الماركة من أجهزة الراديو.

## إذاعات الفيحاء
كانت هناك تجارب للبث الإذاعي من محطات بدائية صغيرة، صممها وأدار البث منها شاب كويتي هاوً في عمر المراهقة أو في بدايات تعليمه الجامعي. وهي مجموعة من المحطات الصغيرة انتشرت في منطقة الفيحاء في فترة السبعينات.
كان ذلك في أوائل السبعينات حينما نجحت محاولات منفصلة في تحقيق بث إذاعي عبر الراديو من قبل شباب هواة ولم تكن الإذاعات رسمية، فتعرف أهل الكويت على ثلاث إذاعات أهلية بثت بشكل مستقر وهي:
1. إذاعة الفيحاء
2. صوت الفيحاء
3. إذاعة الشباب من الفيحاء

أطراف العلاقة فيما يعرف بإذاعات الفيحاء، لم تكن محاولاتهم مشتركة أو منسقة فيما بينهم، إنما في معظمها محاولات فردية من جانب كل منهم، ما لبث أن اتصلت حينما التقت ذبذبات البث وهم:
- مساعد الحليل
- عبد الرحمن السيف
- ماهر المطوع
- رياض المطوع
- عبد الرحمن السريع
- فيصل العبيدات
- عبد الوهاب محمد الكندري
- جاسم الحليل
- بدر الصفران
- مانع السديراوي

## الإذاعات الدولية
قد أدى اندلاع الحرب العالمية الثانية عام 1939م إلى تزايد الاهتمام بامتلاك أجهزة الراديو لمتابعة أخبار الحرب، فانتشرت بشكل ملحوظ خصوصاً بين العائلات الميسورة، أما العامة فكان منهم من يجتمع في الديوانيات[ ؟ ] ليسمعوا إلى ما يبثه هذا الاختراع العجيب والذي كان آنذاك مثيراً للغرابة والدهشة حتى أن البعض اعتبره في أول الأمر بدعة مضلة.
وما أن حل عقد الأربعينيات حتى تعرف الكويتيون إلى الإذاعات الدولية، حينما أدار الإنجليز من الكويت (غالباً من البحر) جهاز بث بقوة محدودة، وذلك بهدف مواجهة إذاعات ألمانيا في الجزيرة العربية، كما وصل إليهم البث المتقطع المؤيد لألمانيا من العراق الذي شهد في تلك الفترة (وبالتحديد عام 1941م) ثورة رشيد عالي الكيلاني الذي سمح لألمانيا بإذاعة دولية معادية للحلفاء في البصرة، وهي الفترة نفسها التي انشأت فيها بريطانيا إذاعة (الشرق الأدنى) في قبرص عام 1941م لمواجهة المد الإعلامي الألماني.
بعد حل إذاعة الشرق الأدنى في عام 1956م تم التعاقد مع بعض العاملين فيها لصالح إذاعة دولة الكويت.

## تطور الخدمة الإذاعية
بحلول عام 1958م تم التعاقد مع خبيرين في الإذاعة حيث وضعا خطة آنية وأخرى مستقبلية، وشهدت الإذاعة معهما تطوراً ملحوظاً وزيادة في الكوادر وساعات البث وتحسناً في البرامج وتنوعاً في المواد، فنطاق الغرفتين اتسع إلى أربع، وعدد الموظفين ازداد فبلغ 64 موظفاً.
وصاحب هذا التطور قيام بعض المستمعين من الهواة الذين يهتمون بالتقاط إرسال الإذاعة من الخارج بإرسال معلومات عن مدى قوة البث ونسبة التشويش عليه، وعندما علم المسؤولون بذلك عملوا على العناية بها حتى تقف على قدميها، فتم الاتفاق مع شركة ماركوني عن طريق مهندس مصري للحصول على أجهزة حديثة وقوية.
كما ارتفع عدد الموظفين في الإذاعة، فجاء حمد المؤمن الذي كانت له بصمات مؤثرة في تاريخ العمل الإذاعي، كما ساهم د. أحمد الشرباصي في تقديم أحاديث دينية، وقد ترأس عبد الله النوري الإذاعة فترة من الزمن، كما تم البدء في بث أغان لبعض المطربين الكويتيين ومنهم: محمود الكويتي وعبد الله الفضالة ولبعض المطربين العرب مثل محمد عبد الوهاب وأم كلثوم وعمل عبد الحميد السيد بوصفه أول مقرئ للقرآن الكريم كويتي، وبدأ في هذه الفترة البث يوم الجمعة أيضاً من الثامنة صباحاً وحتى الحادية عشرة والنصف ظهراً، وبدأ هناك نوع من التنظيم، كما ازدادت لدى الإذاعة التسجيلات سواء المهداة لها الخارج أو التي تقوم بتسجيلها بالداخل، وحدث نوع من التواصل بين الإذاعة والمستمع.

## أول نشرة للأخبار
في عام 1959م بدأت الإذاعة وضع هيكل عام لإدارتها وأقسامها وبرامجها، وفي عام 1960م أجريت بعض التحسينات على عملها، فأصبح لديها جهازان للإرسال بقوم (5) كيلوواط لكل منهما، الجهاز الأول يعمل على درجة الموجة المتوسطة والثاني على الموجة القصيرة، ثم ضوعفت إلى قوة كل من الجهازين إلى 10 كيلو واط، وبذلك ازدادت ساعات البث من ساعتين إلى 6 ساعات في اليوم، ثم امتدت ساعات البث فيما بعد إلى 10 ساعات في فترة المساء.
وأعتباراً من شهر يونيو 1960م أذيعت أول نشرة أخبارية من إذاعات الكويت، وعقب هذه الفترة بالتحديد في أكتوبر من العام نفسه ازدادت ساعات البث إلى أن بلغت 16 ساعة و40 دقيقة يومياً باستثناء أيام الجمعة بحيث يستمر البث في الصباح حتى منتصف الليل، وتزامن مع ذلك البدء بتقديم 4 نشرات للأخبار يومياً.

## الإذاعة بعد الاستقلال
يمثل عام 1961م نقطة مهمة في تاريخ إذاعة الكويت فهو عام استقلال دولة الكويت وقد زاد عدد العاملين حتى بلغ 267 موظفاً وصحبه توسع في الإدارة والاستوديوهات وتنوع في البرامج والمواد الإعلامية، كما بدأ البث التجريبي بواسطة جهازين كبيرين للإرسال بقوم 100 كيلوواط على موجة متوسطة طولها 223 متراً، أي بذبذبة قدرها 1345 كيلو هرتز في الثانية، بينما كان الجهاز الثاني بقوة 50 كيلو واط على موجة قصيرة طولها 60 متراً، وزادت على ذلك الأشرطة المسجلة حتى أصبحت 2013 ساعة بينما لم تكن تتجاوز 15 ساعة عام 1958م.
وقد اعتبر عام 1964م نقطة تحول أخرى في خط سير الإذاعة، ففي ذلك العام ولد أكبر مشروعين إذاعيين أولهما الإذاعة المحلية والثانيهما إذاعة البرنامج الأوروبي.
وما أن حل عام 1967م حتى كانت الإذاعة تبث برامجها على أربع موجات عاملة اثنين متوسطتين واثنين قصيرتين، وازداد عدد ساعات الإرسال فأصبح 27,5 يومياً كما ارتفع عدد الموظفين إلى نحو 400 موظف.

## توسع واجهزة حديثة
تعتبر فترة السبعينات والثمانينات نقطة تحول كبرى في مسيرة إذاعة الكويت، فقد تم الانتقال إلى مجمع الإعلام حيث تم استحداث الأجهزة الفنية والإدارية واكتسب العاملون خبرة أوسع، فقد أعدت دورات تدريبية وتثقيفية للعاملين بالإذاعة خاصة للمذيعين والمخرجين، وقد تبع ذلك زيادة في عدد ساعات الإرسال السنوية إلى 21,517,29 ساعة بواقع (59,26) ساعة يومياً شاملة في ذلك البرنامج العام والبرامج الأخرى المتفرعة عنها المحلية والموجهة.
وفي هذه الفترة امتدت المساحة الجغرافية التي تغطيها إذاعة الكويت لتشمل معظم أنحاء العالمـ شرقاً وغرباً ليصل إرسالها إلى أستراليا ونيوزيلندا وجنوب أمريكا إضافة إلى الوطن العربي والشرق الأقصى وشرق وجنوب آسيا، ومع هذا الامتداد والانتشار زادت مساحة البث البرامجي الأخرى، وتعددت البرامج وتنوعت إلى درجة يمكننا معها القول إنها تخطت مرحلة الهواية وبلغت مرحلة الاحتراف.

## لمحة تاريخية وبالأرقام
تأسست الإذاعة الرسمية لدولة الكويت في 14 فبراير 1951م، وبدأ إرسالها في الساعة السابعة مساء يوم 12 مايو 1951م.
وأول صوت انطلق منها هو صوت المذيع مبارك الميال وكانت الإذاعة عبارة عن جهاز لاسلكي تابع للقوات المسلحة الكويتية يحتل غرفة من غرف الأمن العام في قصر نايف.

### رئاسة الإذاعة
وقد تولى رئاسة الإذاعة من تأسيسها إلى عام 1960م الشيخ عبدالله مبارك الصباح رئيس دائرة الشرطة والأمن العام آنذاك، ثم تسلم رئاستها الشيخ سعد العبدالله السالم الصباح من عام 1960م إلى عام 1962م.

### تسمية الإذاعة
قد أطلقت على الإذاعة الكويتية في البداية اسم (دار الإذاعة اللاسلكية)، واستمرت هذه التسمية إلى شهر مارس من عام 1961م، حيث أطلق على الإدارة المعنية اسم (دار الإذاعة والتلفزيون) وذلك بعد أن فصلت الإذاعة عن الشرطة والأمن العام اعتباراً من شهر مارس، ولا تعني هذه التسمية أن التلفزيون قد بدأ بالفعل بل كان مجرد مشروع لم تتخذ فيه أي خطوة نحو التنفيذ.

### التحاق الإذاعة
قد التحقت الإذاعة بدائرة المطبوعات والنشر منتصف عام 1961 قبل أن تلحق بوزارة الإرشاد والأنباء (الإعلام حالياً) وفقاً للمرسوم الأميري رقم (2) الصادر في 17 يناير 1962م بشأن إعادة تنظيم الوزارات.

### ساعات البث
في عام 1953م زيد وقت البث فأصبح ثلاث ساعات ونصفاً بدلاً من ساعتين أي زيادة ساعة ونصف، واستمرت الإذاعة على هذا الحال قرابة 5 سنوات.
في عام 1960م تمت زيادة ساعات البث اليومي فأصبحت 10 ساعات و40 دقيقة في اليوم.
وفي منتصف عام 1960م زادت بثها إلى 16 ساعة و40 دقيقة بعد أن زادت قوة بثها إلى 10 كيلوواط

### التعاقد مع خبيرين
وفي عام 1958 تم التعاقد مع خبيرين متخصصين في العمل الإذاعي والتلفزيوني لوضع الدراسات والخطط اللازمة لمشروعي إذاعة وتلفزيون كبيرين، وكذلك العمل على تقوية برامج الإذاعة ولم يكن في الإذاعة في ذلك الوقت من التسجلات ما يزيد عن 15 ساعة من القرآن الكريم والمواد الموسيقية والغنائية.
قد وضع الخبيران مشروعين للإذاعة أحدهما عاجل وآخر طويل الأمد، ونظراً لما تتطلبه البرامج الإذاعية من موظفين ذوي خبرة، ولعدم توافر مثل هؤلاء في الكويت آنذاك فقد تم الاتصال بعدد من موظفي الإذاعات العربية ممن تتوافر فيهم الخبرة المطلوبة وجرى التعاقد معهم. (تم التعاقد مع العاملين في إذاعة الشرق الأدنى بعد حلها).
لم تمض أشهر قليلة على مباشرة الخبيرين أعمالهما حتى ارتفع عدد موظفي الإذاعة إلى 15 موظفاً، وفي الوقت نفسه تم اختيار عدد من الشباب الكويتي لتدريبهم على الأعمال الإذاعية المختلفة وتحضير البرامج، وقد كان هدف المشروع العاجل تحقيق الأغراض التالية:
1. تحسين البرامج والتنوع فيها.
2. توظيف الخد الأدنى من أصحاب الخبرة في أعمال البرامج بهدف تدريب أكبر عدد ممكن من الشباب الكويتي.
3. تقوية الإرسال، وذلك عن طريق الاستعانة بأفضل الأجهزة المتوفرة بالأسواق، ونظراً لعدم وجود أجهزة يمكن الحصول عليها مباشرة بالسرعة المطلوبة فقد تم شراء جهازين لاستعمالهما في المرحلة الأولى، على أن يستفاد منهما كجهازين احتياطيين ومساعدين في المراحل التالية عندما يتسنى الحصول على الأجهزة القوية وإعداد الموظفين اللازمين لذلك، ونظراً لصعوبة الحصول على العدد اللازم من الموظفين أصحاب الخبرة، فقد وضعت الخطط لتدريب أكبر عدد ممكن من أصحاب المواهب والمؤهلات العلمية التي تمكنهم من القيام بواجباتهم.

### ازدياد عدد الموظفين
وفي عام 1952م ازداد عدد الموظفين ليبلغ 5 ولم تطرأ أي تغييرات أخرى تستحق الذكر.
وقد سجل عام 1959م ازدياداً ملحوظاً في عدد الموظفين، إذ أصبحوا 64 موظفاً.
وفي عام 1960م تمكنت الإذاعة من زيادة عدد موظفيها 135 موظفاً.
وفي عام 1961م زاد عدد موظفين الإذاعة ليصل إلى 267 موظفاً.

## أقسام الإذاعة ومراحل تطورها
قبل تاريخ 1959م، كان نقطة التحول بالنسبة للإذاعة، فقبل هذا التاريخ لم تكن هنالك أقسام بالمعنى المفهوم ومعظم الأقسام نشأت بواكيرها مع هذا العام.
في عام 1959م وكان مراقب عام البرامج (محمد توفيق الغصين)، وكان مراقب عام البرامج (مصطفى أبو غربية) ولم يكن هنالك قسم للإدارة بل كان مكتباً يدعى «السجل المركزي والطباعة».
وضم هذا المكتب ثلاثة موظفين فقط يقومون بجميع الأعمال الإدارية والمالية والطباعة.
وكان يشكل حلقة الاتصال بين الإذاعة وبين مديرية الشرطة والأمن العام التي كانت الإذاعة إحدى إداراتها.
وقد أخذ عدد الموظفين يزداد تدريجياً ليصبح 9 موظفين تبعاً للحاجة الملحة.
وكانت مهام هذا المكتب تقوم على تسجيل المراسلات الواردة والصادرة وتبويبها وحفظها والرد عليها، والقيام بأعمال الطباعة والعناية بشؤون البريد العام والخاص وتحضير ومتابعة المراسلات الواردة لمدير الإذاعة وتنظيم مواعيده الرسمية.

## المراقبة العامة للبرامج واقسامها
المراقبة العامة هي الجهة التي تتولى تسيير عمل المراقبات والأقسام البرامجية لكونها أعلى مرجع برامجي في الإذاعة، وهي تتولى مهام الإشراف على كافة شؤون المراقبات والأقسام والشعب البرامجية من النواحي التخطيطية والإنتاجية والتنفيذية، كما أنها المرجع الأخير في تقويم وإجازة كافة النصوص الإذاعية وتصريف المعاملات والمراسلات المتعلقة بها.

### قسم التنسيق والمتابعة
بدأ هذا القسم عمله مع بداية الأقسام الأخرى في عام 1960م ومن أهم اختصاصاته وضع المخططات الأولية للدورات البرامجية والإشراف على تنفيذها.

#### الأقسام والشعب التي تتبع مراقبة التنسيق
1. شعبة التنظيم والحجوزات
2. قسم مكتبة التسجيلات
3. مكتبة البرامج المحلية
4. شعبة مكتبة التراث الشعبي
5. شعبة مكتبة البرامج الأجنبية
6. شعبة التنسيق في إذاعة البرنامج الثاني

### مكتبة التسجيلات
أول مكتبة للتسجيلات عرفتها الإذاعة كانت في مطلع عام 1959م بمبنى الأمن العام، وهي مكتبة محدودة الإمكانيات ضمت مجموعة من الاسطوانات غير المتطورة، وبعد انتقال الإذاعة إلى مقرها الحالي وسط العاصمة زاد الاهتمام بالمكتبة، ونمت بالشكل الذي يساير تطور جهاز الإذاعة، وشهدت هذه المرحلة العمل بالأشرطة بدلاً من الاسطوانات التي نقلت محتوياتها إلى الأشرطة الحديثة، والأخيرة حفظها وفق أرقام مسلسلة.

### الإذاعة الشعبية
أنشأت الإذاعة الشعبية في 1 يونيو 1964م وكانت تهتم بالتراث الشعبي من فنون وتقاليد وقصص وقصائد وتمثيليات وخلاف ذلك مما تكون له صبغة محلية وخليجية.
عين جاسم شهاب رئيساً للإذاعة الشعبية وكان من أبرز مذيعيها سالم الفهد ومنى طالب ونجم عبد الكريم
في تاريخ 1 نوفمبر 1967م استبدل اسم الإذاعة الشعبية بالإذاعة المحلية. وكان من أبرز المذيعين بها في تلك الفترة:
- أحمد عبد العال
- ماجد الشطي
- صالح الشايجي
- حياة الفهد
- جاسم كمال
- خالد الشايجي

ومن أهم برامجها بالإضافة إلى التمثيليات والمسلسلات المحلية:
- بريد الهاتف
- في خدمتك
- ربع ساعة وبس

في تاريخ 1 ابريل1972م ارتئي توسيع نطاق اهتمام الإذاعة ليشمل الخليج العربي والجزيرة العربية فزيدت مدة الإرسال من 3 إلى 6 ساعات، وأوفدت الإذاعة بعثة أخرى إلى دول الخليج العربي. بغرض الحصول على تسجيلات إذاعية منها. وبالفعل حققت البعثة الغرض المطلوب. فسجلت مجموعة من اللقاءات مع المسؤولين بالإضافة إلى حفلات غنائية وفنون شعبية من مختلف الدول. ثم استبدل اسم الإذاعة المحلية بإذاعة البرنامج الثاني وهو الاسم الذي تحمله حتى الآن.

### مراقبة الدراما (التمثيليات)
بدأ إنتاج التمثيليات والبرامج الخاصة في مطلع عام 1959م وإن كان يشكل غير منتظم، وكان المسلسل الأول الذي انتج محلياً (حياة محمد). أما أول مسلسل من إنتاج خارجي فهو (حاتم الطائي)، ثم تلا ذلك مجموعة من التمثيليات القصيرة المتفرقة، وبرامج المناسبات بشتى أنواعها وبعض البرامج الأسبوعية والتي قدمت باللهجة المحلية وواللغة العربية الفصحى ومنها:
- الديناصور
- ديوانية أبو سعود
- وبرنامج مجالس الطرب عند العرب
- سامر من الماضي

المسلسلات الدرامية (التمثيليات) ذات الحلفات المسلسلة فقد استهل إنتاجها بشكل منتظم عام 1961م وكانت البداية مع مسلسل (أيه يا دنيا) ثم مسلسل (مذكرات طفل) الذي اشترك فيه مجموعة موهوبة من الأطفال، بالإضافة إلى الشخصيات الأخرى من الكبار.

### قسم المرأة والطفل
بدأ نشاط قسم المرأة والطفل في النصف الثاني من عام 1960م، بتقديم (ركن المرأة) وهو برنامج يومي باللهجة المحلية مدته ربع ساعة، وكان في ذلك الحين يثدم وسط ظروف صعبة لعدم توفر الإمكانيات والخبرات الضرورية.

### مراقبة الموسيقى
اهتمت الإذاعة منذ بدايتها بالفن الموسيقي، وشغلت الموسيقى جزءاً كبيراً من البث الإذاعي، ما أدى إلى تشكيل فرقة موسيقية صغيرة ضمت في عام 1951م كل من:
- محمود الكويتي - مطرب للأصوات والسامريات وعازف على العود[ ؟ ]
- عبد الله الفضالة - مطرب للأصوات والسامريات وعازف على العود[ ؟ ]
- احمد الزنجباري - عازف على آلة العود والكمان
- عواد سالم - عازف على المرواس ومطرباً للفنون
- عبد العزيز البصري - عازف على المرواس ومطرباً للسامريات

### مراقبة برامج الأركان (الفئوية الخاصة)
أولاً: طبيعة برامج الأركان:
الركن في المفهوم الإذاعي هو ذلك البرنامج الذي يدرج للإذاعة في ساعة محددة في أحد أيام الأسبوع، خلال دورة إذاعية أو أكثر ليلبي غرضاً إذاعياً محدداً، ويخدم بصورة خاصة فئة معينة من جمهرة المستمعين.
ثانياً: التعريف ببرامج الأركان:
درجت الإذاعة منذ مشأتها على تخصيص (أركان) أو (زوايا) كما تسميها بعض الإذاعات الأخرى، تناولت برامج الأركان خلال العقود الماضية شتى أنواع المعرفة الإنسانية من خلال الأركان خلال الأركان والزوايا التي درجت مراقبة الأركان على تقديمها في الدورات الإذاعية المتتابعة.
ثالثاً: برامج الأركان:
من ضمن اختصاصات مراقبة برامج الأركان أيضاً التغطية البرامجية لنشاطات الدولية الرسمية وشبه الرسمية، كالمؤتمرات والاجتماعات التي تعقد في الكويت بين حين وآخر.
رابعاً: أعمال أخرى قامت بها مراقبة الأركان:
المشاركة في لجنة اختيار المذيعين (سابقاً) والمساعدة في أعمال التدريب على العمل الإذاعي، وقراءة نشرات الأخبار والتعليقات وتقديم بعض برامج الأقسام الأخرى، وحالياً تتبع هذه المراقبة المكتب الفني والبرامج الخاصة.
خامساً: مصادر مادة برامج الأركان:
هي في الغالب محلية إلا نادراً، حين ترد للقسم برامج من الخارج سعياً وراء التنويع الذي يتطلبه العمل الإذاعي.

### مراقبة المكتبة والأرشيف
في مستهل عام 1962م رأى المسؤولون ضرورة استحداث قسم جديد يكون مرجعاً إخبارياً للإذاعة. فالنشرات الإخبارية المذاعة كانت مكدسة ومتراكمة بشكل غير منسق، والنشرة الصادرة عن التقاط الأخبار كانت مبعثرة هنا وهناك، فكان لابد من إيجاد قسم أرشيف إخباري يجمع جميع هذه النشرات وينسقها.
قد باشر قسم الأرشيف عمله في بداية 1962م، وعمل على تصنيف النشرات الإخبارية المذاعة منذ عام 1960م تصنيفاً يعتمد الناحية الموضوعية كأساس له، فأصبح لكل دولة أخبارها الخاصة، منسقة تقسيماً موضوعياً احتفظ بها في ملفات في أدراج تحمل اسم الدولة.
تبدأ هذه الملفات برئيس الدولة ورئيس الوزراء والحكومة ومجلس النواب والوزارات المختلفة وما يتفرع عن هذه الوزارات وعلاقات هذه الدولة بدول العالم الأخرى.

### مراقبة المنوعات
تعريف البرنامج المنوع: العمل الإذاعي الذي يتصف شكله بصفة التغير، وموضوعه يصفة العموم المشمول، ليلتقي في هدفه مه هدف الإذاعة، والتي تتميز بوزن خاص وقيمة معينة.
اتصاف البرنامج المنوع بصفة التغير من حيث الشكل يخرجه عن الحديث الإذاعي الذي يراعي في إطاره شكل واحد تقريباً، كونه لا يحتاج إلى مقدمة ولا نهاية ويقدم من قبل مذيعة واحدة أو مذيع، بينما يحتاج البرنامج المنوع مثل بقية برامج الإذاعة إلى مقدمة ونهاية تميزان البرنامج عن غيره من البرامج عند المستمع، كما يحتاج إلى أكثر من مقدمة أو مقدمة يشتركون جميعاً في منح البرنامج المنوع طابعه المميز.

### قسم الإخراج
أنشى قسم الإخراج في 5 أكتوبر 1973م بموجب القرار الإدارية رقم 16/72 وعهد برئاسته إلى أحمد سالم القصاب كما نص القرار أيضاً على تولي منصور عبدالله المنصور وظيفة نائب لرئيس القسم، وبعدها انتقل منصور المنصور إلى قسم المنوعات وأصبح نائباً لرئيس القسم عبد الأمير التركي.
وبموجب هذا القرار تم نقل جميع الموظفين المسؤولين عن الإخراج والتنفيذ من مختلف الأقسام إلى هذا الذي اختص بإخراج كافة البرامج التي تبث على الهواء مباشرة.

### القسم الادبي
نشأت البرامج الأدبية في إذاعة الكويت عام 1961م استجابة واقعية لحاجات الكويت وسائر منطقة الخليج العربي، للتعبير عن مكنونات نفس الإنسان العربي، فيما يرتبط بحبه للأدب.
قدم هذا القسم برامجه الدينية من خلال إذاعة القرآن الكريم حتم استقل بعد تحوله إلى مراقبة يرأسها حالياً عقيل عيدان.

### قسم برامج المواجهة
قسم البرامج المواجهة قد لعب دوراً إعلامياً بارزاً في الفترة التي تلت يوم الاستقلال، فكان يتابع الأحداث اليومية عن كثب، ويقدم التعليق على الأنباء الواردة، أما التعليق السياسي فقد تم تقديمه في ضوء الظروف والحاجات حسب تقدير المسؤولين.

### مراقبة البرامج الاجنبية
بتاريخ 1 يونيو 1964م رأى المسؤولون في وزارة الإعلام إضافة جهد إعلامي آخر لخدمة الناطقين بغير اللغة العربية من المقيمين في الكويت وخارجهاـ فقرروا استحداث برنامج باللغة الإنجليزية، فتم بثه لمدة ساعة واحدة في اليوم، من 9م إلى 10م وأذيع هذا البرنامج على موجة متوسطة سميت (إذاعة البرنامج الأوروبي في الكويت).
وفي عام 1970م خطا هذا البرنامج خطوة أخرى إلى الأمام فزاد بثه ساعة أخرى ليصبح 10 ساعات في اليوم، تذاع 5 ساعات في الصباح ومثلها في المساء.
وفي شهر يوليو عام 1972م، قام المسؤولون بدراسة شاملة وتقيميية فرأوا أنه من الأنسب لتحسين نوعية البرامج وتقديم الأفضل أن تخفض ساعات البث لإلى 5 ساعات في اليوم بمعدل ساعتين ونصف صباحاً ومثلهما في المساء.

### قسم تحرير الاخبار
حتى الربع الأول من عام 1960م لم يكن هناك قسم لتحرير الأخبار بالمعنى المتعارف عليه، إنما كانت هناك وحدة تقوم بإعداد مواجيز أنباء عربية ودولية يزودها بها قسم التقاط الأخبار الذي كان يعتبر في ذلك الوقت المصدر الوحيدالذي يعتمد عليه قسم التحرير، وكان عدد الموظفين في تلك الفترة 3.
وفي منتصف عام 1960م أصبح قسم التحرير يضم عدداً من الموظفين لا يتجاوز الثمانية، وقد باشروا بإعداد ثلاث نشرات إخبارية وموجز واحد في اليوم.
وفي شهر يونيو من عام 1960 أذيعت أول نشرة أخبارية من إذاعة الكويت.
ولم تكن نشرة إخبارية بالمعنى المتكامل، إذ اقتصرت على مقابلات أمير البلاد وعدد قليل جداً من الأخبار العربية والدولية، ولم يتعد وقت النشرة آنذاك 7 دقايق.
في عامي 1960 / 1961 ازداد عدد الموظفين في قسم التحرير تبعاً لحاجة العمل إلى المحررين والمترجمين لتغطية الأخبار المحلية والعربية والدولية. فكان هناك قرابة العشرين موظفاً يعملون على مدار الساعة مقسمين إلى عدة نوبات. وقد تم اختيار هؤلاء المحررين والمترجمين حسب الخبرة والمؤهل العلمي العالي.

### قسم التقاط الأخبار

#### نبذة عن القسم
عقود مضت من أن خطا قسم التقاط الأخبار أولى خطواته نحو النور ليقدم للمسؤولين أهم الأحداث على المستويين العربي والدولي، ففي عام 1959م بدأ العمل في القسم بأربعة أجهزة وخمسة موظفين يرأسهم سميح البرغوثي وهم:
- داود الرمحي
- جاد الله الدويك
- فتحي مراد
- سمير الجيوسي
- محمد عمران

وكان العمل محصوراً على التقاط نشرات الأخبار من عدو إذاعات يعد منها نشرة صغيرة لا تتجاوز عدة صفحات من الحجم الكبر وبنسخة واحدة.
في 20 مايو 1960 التحق بالقسم أول مجموعة من الموظفين ساهموا في دفع حركة العمل به فكانت على مدار الساعة، ثم تم تدعيمه بعشرين موظفاً يعملون على 8 أجهزة وفي عمل يتصل طوال الليل والنهار.

#### مهمة القسم ونشاطه
تتمثل المهمة الرئيسية للقسم في التقاط وكالات الأنباء العربية والعالمية وكذلك مراقبة واستماع محطات الإذاعات العربية والأجنبية، وإعداد تقارير استماع لهذه الإذاعات، ويتكون القيم من مركزين:
الأول محطة التقاط الأنباء، وتقع جنوب شرق الكويت، مهمة هذا المركز هي التقاط وكالات الأنباء بواسطة أجهزة استقبال ومراقبة الإذاعة، ومن ثم تحويلها (بواسطة أجهزة لاسلكية وسلكية) إلى المركز الثاني: شعبة الآلات المرتبطة بالإذاعات، حيث يقوم الأخير بتزويد قسم التحرير بالأخبار أولاً بأول.
وكذلك تزويد الصحف المحلية بالكويت عن طريق خطوط سلكية تصل الإذاعة بمراكز هذه الصحف.

## الإذاعة من الغزو حتى التحرير
قد تعثرت المسيرة بعد 2 أغسطس1990م بسبب غزو العراق للكويت وبرغم الحصار الذي واجهه الإعلاميون في الداخل، إلا أن الإذاعة واصلت بثها لعدة أيام من مناطق داخل الكويت فيما عرف بالإذاعة السرية، كما استمر بثها من مدينة الخفجي (السعودية) بواسطة جهاز إرسال صغير قوته كيلوواط واحد، وقد تولى تنظيمها ومسؤوليتها، بالتعاون مع الأشقاء في المملكة العربية السعودية كل من:
- الشيخ سالم الصباح
- الشيخ ناصر المحمد الأحمد
- د. بدر جاسم يعقوب
- العميد فهد الفهد
- ناصر الروضان

### قصة الإذاعة السرية
حول العمل الذي قامت به مجموعة (الإذاعة السرية) فور حدوث العزو العراقي ضمت كوادر إذاعية وهندسية وهم:
- منصور المنصور - مخرج
- عبدالعزيز المنصور[ ؟ ] -
- عبد الرحمن الهادي - مدير الإذاعة
- توفيق الأمير
- سلوى حسين
- أزور ياسين - مخرج
- حميدة خاجة
- محمود صقر
- عبد الحميد بسيوني -الديوان الأميري
- حسين المنصور
- علي حسن
- أسماء الدبوس - نقل الأخبار

يروي الإعلامي يوسف مصطفى:

## الإذاعات

### إذاعة البرنامج العام
تقدم العديد من البرامج الدرامية والإخبارية والترفيهية والأدبية والعلمية. وبرامج الأسرة والطفل بالإضافة إلى البرامج الموجهة بالتعاون مع مؤسسات ووزارات الدولة، وتبث هذه الإذاعة إرسالها على مدار 24 ساعة وعلى موجات متعددة.
وتاريخ إذاعة البرنامج العام في حقيقة الأمر هو تاريخ إذاعة الكويت التي بدأت إرسالها عام 1951م، ومنذ ذلك التاريخ وحتى هذا الوقت وإذاعة البرنامج العام تساهم في أداء رسالتها نحو دعم مسيرة نمو الوطن وازدهاره، انطلاقاً من موقعها وأهميتها مإذاعة تحمل اسم دولة الكويت وتتحدث بلسانها إلى أرجاء المعمورة.

### إذاعة البرنامج الثاني
تختص بتقديم البرامج ذات الطابع المحلي، بالإضافة إلى الفقرات الغنائية والموسيقية والتوجيهية. وتبث هذه الإذاعة برامجها بشكل يومي لمدة 16 ساعة يومياً تبدأ من 8 صباحاً وتستمر حتى منتصف الليل.
وتعتبر إذاعة البرنامج الثاني إذاعة محلية في الشكل والمضمون، وضمن هذا الإيطار تقدم برامجها اليومية والنوعية المسجلة أو ذات طبيعة البث المباشر، حيث توجه اهتمامها إلى قضايا المجتمع، مع إبراز النشاطات والخدمات التي تقوم بها المؤسسات والهيئات، كما أنها تركز بشكل خاص على خدمة التراث والفلكلور المحلي.

### الإذاعة الفلبينية
تبث إذاعة PINOY ساعتين في اليوم من الساعة 1 إلى 3 ظهراً، وتقدم البرامج الدينية والثقافية والعلمية، وكذلك الأخبار وتستعرض الصحافة اليومية.

### إذاعة الأوردو
تبث إذاعة الأوردو ساعتين في اليوم من 6 وحتى 8 مساءاً وتقدم البرامج الدينية والثقافية والعلمية وكذلك الأخبار والصحافة اليومية.

### إذاعة القرآن الكريم
مهمة إذاعة القرآن الكريم هي تقديم البرامج الدينية على مدى 24 ساعة في اليوم، متضمنة البرامج الدينية الحية التي تبث على الهواء مباشرة والبرامج الدينية المسجلة التي تناقش جميع أمور الدين والدنيا، كما أنها تبث التلاوات القرآنية، إضافة إلى نشرات الأخبار والبرامج الإسلامية.

### إذاعة البرنامج الإنجليزي
تبث برامجها على مدى 24 ساعة متواصلة باللغة الإنجليزية، وتقدم البرامج الإعلامية والترويجية والثقافية، وكذلك الأغاني والموسيقى والأخبار، من خلال القسم الإنجليزي (FM) والإذاعة الإنجليزية على موجات الـ (AM). والـFM ومحطة سوبر ستيشن FM 99.7 ميغا هرتز

### محطة الغناء العربي FM الكويت
قد تم استحداثها في يوليو 1993م وتضم في الواقع محطتين تقومان بالبث المتواصل على مدار 24 ساعة، وتقدمان العديد من البرامج الإعلامية والترويجية وكذلك التجارية. وتقدم محطة الغناء العربي الأغاني المحلية والخليجية والعربية الكلاسيكية، ولا يتخلل الأفاني التي تقدمها المحطة أي برامج من أي نوع ولا تبث إعلانات تجارية على موجات FM 103.7 ميغا هرتز.

### محطة الغناء العربي القديم
تبث الأغاني الطربية لكبار الفنانين على مدار 24 ساعة على موجات 87.9 FM والمتوسطة 1269.

### الإذاعة الفارسية
تبث هذه الإذاعة برامجها على مدار ساعتين في اليوم من الساعة 11:00 صباحاً إلى الواحدة ظهراً، متضمنة البرامج الدينية والثقافية والعلمية، وكذلك الأخبار والصحافة اليومية.

## قائمة الإذاعات في الكويت

### موجة FM
| البرنامج الإذاعي                                   | موجات FM MHz |
| -------------------------------------------------- | ------------ |
| محطة الغناء العربي                                 | 87.9         |
| محطة نبض الكويت                                    | 88.8         |
| البرنامج العام                                     | 89.5         |
| إذاعة BBC العربية                                  | 90.1         |
| مارينا إف إم                                       | 90.4         |
| المحطة الأجنبية الكلاسيك Easy FM                   | 92.5         |
| إذاعة صوت الشباب OFM                               | 93.9         |
| محطة الغناء العربي + جلسات مجلس الأمة              | 93.3         |
| البرامج الأجنبية (انجليزي - اوردو - فارسي - فلبيني | 96.3         |
| البرنامج الثاني + القرآن الكريم                    | 97.5         |
| محطة سلام FM (خاصة)                                | 97.8         |
| سوبر ستيشن Super Station                           | 99.7         |
| إذاعة BBC العالمية BBC World Service (عالمية)      | 100.1        |
| صوت تلفزيون الكويت                                 | 100.5        |
| محطة كويت FM                                       | 103.7        |
| إذاعة فرنسا الدولية RFI (عالمية)                   | 106.3        |
| إذاعة مونت كارلو الدولية RCM (عالمية)              | 107.3        |

### الموجات المتوسطة MW
| البرنامج الإذاعي                                   | الموجات المتوسطة KHz |
| -------------------------------------------------- | -------------------- |
| البرنامج العام                                     | 540                  |
| إذاعة القرآن الكريم                                | 630                  |
| البرامج الأجنبية (انجليزي - اوردو - فارسي - فلبيني | 963                  |
| البرنامج العام + المباريات الرياضية                | 1134                 |
| محطة الغناء العربي القديم + جلسات مجلس الأمة       | 1269                 |
| البرنامج الثاني + إذاعة القرآن الكريم              | 1341                 |